# Metapelma ledouxi
Metapelma ledouxi is een vliesvleugelig insect uit de familie Eupelmidae. De wetenschappelijke naam is voor het eerst geldig gepubliceerd in 1953 door Risbec.